# EA Patras
EA Patras; pełna nazwa: Enosi Athlopedion Patron, męski klub piłki siatkowej z Grecji, powstały w 1927 roku z siedzibą w Patras. Obecnie klub występuje w greckiej Lidze A1

## Sukcesy
- 1938 - mistrzostwo Grecji
- 1936, 1937, 1940 - wicemistrzostwo Grecji
- 2008 - finalista pucharu Grecji
- 2009 - III miejsce mistrzostw Grecji

## Kadra zawodnicza

### Sezon 2009/2010
- Trener:  Giorgos Christopoulos

| Nr | Imię i nazwisko     | Data ur. | Wzrost | Pozycja      |
| -- | ------------------- | -------- | ------ | ------------ |
| 2  | José Rivera         |          | 195    | przyjmujący  |
| 3  | Dimitris Gkaras     |          | 185    | libero       |
| 5  | Michalis Kovats     |          | 207    | środkowy     |
| 6  | Andrej Żekow        |          | 191    | rozgrywający |
| 7  | Anastasios Aspiotis |          | 201    | przyjmujący  |
| 8  | Petros Petroglu     |          | 198    | przyjmujący  |
| 10 | Christos Kitsios    |          | 202    | środkowy     |
| 11 | Janis Livathinos    |          | 183    | rozgrywający |
| 12 | Giorgos Kitsantas   |          | 202    | środkowy     |
| 15 | Bojan Jordanow      |          | 197    | atakujący    |
| 16 | Nikos Karagkiozis   |          | 195    | przyjmujący  |
| 17 | Israel Rodríguez    |          | 194    | przyjmujący  |
| 18 | Apostolos Armenakis |          | 205    | atakujący    |